# One Win
Pour plus de détails, voir Fiche technique et Distribution.
One Win (hangeul : 1승 ; RR : 1seung ; litt. « 1 victoire ») est un film sud-coréen réalisé par Shin Yeon-shick et sorti en 2023.
Il s'agit du premier film ayant pour thème du volley-ball.
Il est sélectionné dans la catégorie « Big Screen Competition » au festival international du film de Rotterdam, en janvier 2023,.

## Synopsis
Kim Woo-jin, entraîneur de volley-ball, n'ayant jamais connu le succès de sa vie, relève un défi depuis sa rencontre avec son équipe de volley-ball féminine qui a besoin d'une seule victoire.

## Fiche technique
Sauf indication contraire ou complémentaire, les informations mentionnées dans cette section peuvent être confirmées par la base de données KMDb
- Titre original : 1승
- Titre international et français[4] : One Win
- Réalisation et scénario : Shin Yeon-shick
- Photographie : Choi Yong-jin
- Production : Shin Yeon-shick
- Société de production : Luz Y Sonidos
- Sociétés de distribution : Artist Studio[1], en co-distribution avec Contents Nandakinda[5] et Kidari Studio
- Pays de production :  Corée du Sud
- Langue originale : coréen
- Format : couleur
- Genre : drame
- Durée : 107 minutes
- Dates de sortie :
  - Pays-Bas : 27 janvier 2023 (festival international du film de Rotterdam)
  - Corée du Sud : 4 décembre 2024
- Classification :
- Corée du Sud : convient aux 12 ans et plus

## Distribution
- Song Kang-ho : Kim Woo-jin
- Park Jung-min : Kang Jeong-won
- Jang Yoon-ju (en) : Bang Soo-ji
- Shin Yoon-joo : Kang Ji-sook
- Si Eun-mi (ko) : Lee Min-hee
- Jang Su-im : Oh Ba-ra
- Cha Soo-min : Yoo Ha-ni
- Song Yi-jae (ko) : Ahn So-yeon
- Park Myeong-hoon : le capitaine de Pink Storm
- Lee Min-ji (en) : Yuki
- Goo Si-yeon
- Lee Joo-young (en) : Ha-ni
- Na Hyeon-woo : le mari de Bang Soo
- Kim Yeon-koung : l'apprentie-joueuse

## Production

### Attribution des rôles
|  |

En août 2020, le réalisateur Shin Yeon-shick confirme l'engagement de Song Kang-ho pour son film, dans le rôle de Kim Woo-jin, entraîneur de l'équipe féminine de volleyball n'ayant jamais connu un seul succès de sa vie,. Deux jours après, Park Jung-min les rejoint pour interpréter le rôle du propriétaite de l'équipe du volley-ball, puis Lee Min-ji (en) et Lee Joo-young (en) à la fin du ce mois. En décembre 2020, Jang Yoon-ju (en) confirme son apparition dans le film, en tant que joueuse de volley-ball et Lee Joo-young (en) à la fin du ce mois.
En janvier 2021, en plein tournage, la joueuse de volley-ball Kim Yeon-koung — « l'impératrice de volley-ball », en Corée du Sud — y fait ses débuts d'actrice, avec les deux équipes de volley-ball féminines de Pohang et de Daegu.

### Tournage
Le tournage commence en novembre 2020, à Boryeong (Chungcheong du Sud), Taebaek (Gangwon) et Yongin (Gyeonggi). Il s'achève le 25 février 2021.

## Accueil

### Festival
Le film est projeté, le 27 janvier 2023, en avant-première mondiale, dans la catégorie « Big Screen Competition », au festival international du film de Rotterdam. À la fin de la projection, les spectateurs et les journalistes y ont « attendu pour l'applaudir, avec enthousiasme ».
Mi-octobre 2024, l'affiche du film est dévoilée, confirmant sa sortie en ce décembre,. Artist Studio annonce, le 4 novembre, la date : le 4 décembre 2024, en Corée du Sud.

### Accueil critique
Selon le site CGV Golden Egg — équivalant au Rotten Tomatoes en Corée du Sud, One Win obtient le score d'audience à 94 % au premier jour de sa sortie dans les salles, confirmant la satisfaction des spectateurs sud-coréens.

### Box-office
Au premier jour de sa sortie en salles, One Win attire 46 362 spectateurs.

## Distinction

### Nomination et sélection
- Festival international du film de Rotterdam 2023 : section « Big Screen Competition »[2]